# José Araquistáin Arrieta
José Araquistáin Arrieta (Azkoitia, Guipúscoa, 4 de març del 1937), conegut simplement com a Araquistáin, és un exporter de futbol basc. Va jugar la major part de la seva carrera a la Reial Societat i al Reial Madrid, guanyant amb el club blanc 6 Lligues i la Copa d'Europa del 1966. Va ser internacional amb la selecció espanyola i va participar en el Mundial de Xile de 1962.

## Trajectòria esportiva
Després d'inicar-se futbolísticament al seu poble, José Araquistáin va marxar al CD Elgoibar, d'on va anar al juvenils de la Reial Societat. Després d'una cessió a la SD Eibar, va debutar al desembre del 1956 a la Primera divisió. La temporada següent va esdevenir el porter titular, lloc de privilegi que va mantindre al llarg de quatre temporades. Les seves destacades actuacions li van valdre la internacionalitat amb Espanya.
La temporada 1961-62 va eixir del País Basc per anar al Reial Madrid. Aquell primer any guanyà el trofeu Zamora, la Lliga de Primera divisió, la Copa del Generalíssim i va disputarla final de la Copa d'Europa de 1962, que el Madrid va perdre contra el SL Benfica per 3 a 5 a l'Estadi Olímpic d'Amsterdam, i que representava la segona victòria consecutiva de l'equip portuguès en la competició.
A més a més, va ser convocat per al Mundial de Xile 1960, on va jugar l'últim patit contra Brasil.
Malgrat aquell magnífic any, Araquistáin no va tenir continuïtat al Reial Madrid. Va quedar-se sis temporades més on va guanyar tots el títols possibles pel que fa a clubs, però Train, Betancort i Junquera li tancaren successivament les portes de la titularitat. La seva aportació més destacada durant aquests anys fou jugar la final de la Copa d'Europa de 1966, la sisena dels blancs, en què van derrotar el Partizan per 2-1. En set temporades Aquistaráin va guanyar 6 lligues, 1 Copa del Generalíssim i 1 Copa d'Europa, a banda del Trofeu Zamora.
Ja amb 31 anys, va marxar a un club on tinguera més minuts. La seva destinació va ser l'Elx CF, que vivia el moment més dolç de la seva història, amb vuit campanyes consecutives a la Primera divisió. Araquistáin jugà poc més de la meitat dels partits de les tres darreres temporades de l'Elx CF a la divisió d'or, a més de la final de la Copa de 1973, que van perdre contra l'Athletic Club per 1-0.
Per a tancar la seva llarga carrera va fitxar pel CE Castelló que jugava a la Segona divisió. Aquella mateixa temporada obtingueren l'ascens i any després foren cinquens a la Lliga i finalistes en la Copa. Però el cert és que el seu paper no va ser gaire rellevant a l'Estadi de Castàlia trobant una dura competència Andrés Mendieta i Corral. Finalment, amb 36 anys, va penjar definitivament els guants.

## Palmarès
- 6 campionats de Primera divisió: 1961-62, 1962-63, 1963-64, 1964-65, 1966-67 i 1967-68 amb el Reial Madrid.
- 1 Copa del Generalíssim: 1961-62 amb el Reial Madrid.
- 1 Copa d'Europa: 1965-66 amb el Reial Madrid.
- 1 Trofeu Zamora: 1962 jugant pel Reial Madrid.

### Altres mèrits
- 1 Copa del Món de Futbol disputada: Xile '62 amb Espanya.
- 1 cop segon a la Primera divisió: 1965-66 amb el Reial Madrid.
- 2 cops finalista de la Copa d'Europa: 1961-62 i 1963-64 amb el Reial Madrid.
- 3 cops finalista de la Copa del Generalíssim: 1967-68 amb el Reial Madrid, 1968-69 amb l'Elx CF i 1972-73 amb el CE Castelló.